# Макино Томитаро
Макино Томитаро (яп. 牧野富太郎 Макино Томитаро:, 1862—1957) — японский ботаник, известный своими работами в области таксономии. Часто его называют «отцом японской ботаники» — он был одним из первых японских ботаников, которые стали активно применять в своих работах по классификации японских растений систему Линнея.
Итогом его исследований было описание почти 50 000 растений, многие из которых представлены в его труде Иллюстрированная флора Японии (англ. Makino's Illustrated Flora of Japan).
Даже не окончив школы, он в конечном итоге достиг учёной степени доктора наук, а день его рождения отмечается в Японии, как День ботаники.

## Жизненный путь
Макино Томитаро родился в городе Сакава (префектура Коти) в семье пивовара, рано остался сиротой и воспитывался бабушкой. В 10 лет он был вынужден бросить школу после двух лет начального обучения, но его способности помогли ему самостоятельно получить хорошие знания английского языка, географии и — особенно — ботаники. В 1880 году, в 18-летнем возрасте, он стал работать учителем в начальной школе в своём родном городе. Там же он издал и своё первое ботаническое исследование. В 1881 году он впервые совершил поездку в Токио. Целью её было купить микроскоп и некоторые ботанические книги.
В 1884 году Макино переехал в Токио продолжить ботанические занятия в университете, профессор Ятабэ Рёкити, покорённый знаниями молодого человека, предоставил ему доступ к университетским исследовательским базам.
В 1888 году Макино начал издавать журнал ботаники — Nippon Shokubutsu-shi Zu-hen (англ. Natural History of Japanese Plants with Illustrations), взяв на себя все расходы и издержки.
Он женился в 1890 году и имел впоследствии 13 детей.
В 1893 году он был назначен помощником преподавателя, а в 1912 году стал преподавать ботанику в Токийском университете самостоятельно. Степень доктора наук была присвоена Макино в 1927 году.
В 1936 году он издал Книгу ботаники (англ. Makino Book of Botany) в шести томах, в которой он описал 6 000 видов растений, 1 000 из которых он открыл.
Более всего он известен как автор Иллюстрированной флоры Японии (англ. Makino's Illustrated Flora of Japan), опубликованной в 1940 году, которая по сей день используется в качестве ботанической энциклопедии Японии.
Его научная слава была столь велика, что в 1948 году он был приглашён в Императорский дворец для чтения лекции по ботанике для императора Хирохито.
В 1950 году Макино стал академиком Японской академии.
После его кончины в 1957 году (ему было 94 года) его ботаническая коллекция, состоящая из примерно 400 000 образцов растений, была передана в Токийский университет; дом и земельный участок в Токио, где он жил, стал Мемориальным садом Макино. Он был удостоен звания почётного гражданина Токио; посмертно он был награждён Орденом культуры.
Гербарий Макино в Токио и Ботанический сад Макино на горе Годай в его родной префектуре Коти названы в его честь.

## Работы Макино в области таксономии
В общей сложности Макино научно описал и назвал около 2 500 растений, включая 1 000 новых видов и 1 500 новых разновидностей. Кроме того, ему принадлежит честь открытия почти 600 новых видов.

## Печатные труды
- Makino shokubutsugaku zenshū (Makino’s Book of Botany) Sōsakuin, 1936
- Makino shin Nihon shokubutsu zukan (Makino’s New Illustrated Flora of Japan), Hokuryūkan, 1989, ISBN 4-8326-0010-9